# Deutsche Schwimmmeisterschaften 2017
Die 129. Deutschen Meisterschaften im Schwimmen fanden vom 15. bis 18. Juni 2017 zum 14. Mal in Folge in der Schwimm- und Sprunghalle im Europasportpark Berlin statt und wurden vom Deutschen Schwimm-Verband organisiert. Es wurden in 42 Wettkämpfen Titel vergeben, wobei elf Schwimmer je zwei Titel gewannen.

## WM-Qualifikation
Der Wettkampf diente gleichzeitig als Qualifikation für die Weltmeisterschaften 2017 in Budapest. Die Sportler mussten in den Vorläufen und Finale vom Deutschen Schwimm-Verband vorgegebene Norm-Zeiten unterbieten, um sich einen Platz für Budapest zu sichern. Für junge Nachwuchsschwimmer galten abgeschwächte U23-Normzeiten. Bis zu zwei Sportler pro Geschlecht und pro Strecke konnten sich dann für die Weltmeisterschaften qualifizieren. Athleten, die zu den Weltmeisterschaften 2017 nominiert wurden, waren gleichzeitig für die Kurzbahneuropameisterschaften 2017 in Kopenhagen nominiert.

## Teilnehmer
Teilnahmeberechtigt waren je Strecke die 100 schnellsten Schwimmer und Staffeln Deutschlands (offene Klasse) der laufenden Saison (1. Dezember 2016 bis einschließlich 2. Juni 2017).
656 Schwimmer aus 185 Vereinen waren für 1703 Einzelstarts und 289 Staffeln angemeldet. Mit jeweils 23 Aktiven stellten die Wasserfreunde Spandau 04 und der Potsdamer SV die zahlenmäßig größten Mannschaften. Neben den Mitgliedern der deutschen Vereine waren auch Sportler mit deutscher Staatsangehörigkeit startberechtigt, so dass vier Sportler für jeweils einen ausländischen Verein starteten (UWA West Coast SC Perth (Australien), Chelsea Westminster SC (Vereinigtes Königreich), UWCESEA Swim Club (Singapur) und Dynamo Club Atlanta (USA)).

## Rekorde
Sportliche Höhepunkte der Meisterschaft waren die deutschen Rekorde von Philip Heintz über 200 Meter Lagen (im Vorlauf und Finale), Jessica Steiger über 200 Meter Brust, Aliena Schmidtke über 50 Meter Schmetterling und Lisa Graf über 200 Meter Rücken.
Zehnmal wurden deutsche Altersklassenrekorde der Jugend verbessert: Maya Tobehn über 50 Meter Schmetterling, Luca Nik Armbruster über 50 Meter und 100 Meter Schmetterling, Laura Riedemann über 50 Meter Rücken und über 100 Meter Rücken jeweils (im Vorlauf und Finale), Maxine Wolters über 100 Meter Rücken, Wassili Kuhn über 50 Meter Brust und Angelina Köhler über 50 Meter Freistil.

## Deutsche Meister
| Disziplin                | Männer                                                                                                  | Männer                                                                                                  | Männer                                                                                                  | Frauen                                                                                                  | Frauen                                                                                                  | Frauen   |
| Disziplin                | Name | Verein                                                                                                  | Zeit | Name | Verein                                                                                                  | Zeit     |
| 050 m Freistil           | Damian Wierling                                                                                         | SG Essen                                                                                                | 00:22,06                                                                                                | Nina Kost                                                                                               | SV Nikar Heidelberg                                                                                     | 00:25,21 |
| 100 m Freistil           | Damian Wierling                                                                                         | SG Essen                                                                                                | 00:48,68                                                                                                | Nina Kost                                                                                               | SV Nikar Heidelberg                                                                                     | 00:54,99 |
| 200 m Freistil           | Poul Zellmann                                                                                           | SG Essen                                                                                                | 01:47,14                                                                                                | Isabel Marie Gose                                                                                       | Potsdamer SV                                                                                            | 01:58,86 |
| 400 m Freistil           | Poul Zellmann                                                                                           | SG Essen                                                                                                | 03:47,49                                                                                                | Sarah Köhler                                                                                            | SG Frankfurt                                                                                            | 04:08,30 |
| 800 m Freistil           | Rob Muffels                                                                                             | SC Magdeburg                                                                                            | 08:03,94                                                                                                | Sarah Köhler                                                                                            | SG Frankfurt                                                                                            | 08:29,97 |
| 1500 m Freistil0         | Florian Wellbrock                                                                                       | SC Magdeburg                                                                                            | 15:01,34                                                                                                | Celine Rieder                                                                                           | SSG Saar Max Ritter                                                                                     | 16:24,28 |
| 050 m Brust              | Christian vom Lehn                                                                                      | SG Bayer                                                                                                | 00:27,77                                                                                                | Jessica Steiger                                                                                         | VfL Gladbeck                                                                                            | 00:31,29 |
| 100 m Brust              | Christian vom Lehn                                                                                      | SG Bayer                                                                                                | 00:59,47                                                                                                | Vanessa Grimberg                                                                                        | SV Region Stuttgart                                                                                     | 01:07,80 |
| 200 m Brust              | Marco Koch                                                                                              | DSW 1912 Darmstadt                                                                                      | 02:08,69                                                                                                | Jessica Steiger                                                                                         | VfL Gladbeck                                                                                            | 02:25,00 |
| 050 m Rücken             | Marek Ulrich                                                                                            | SV Halle/Saale                                                                                          | 00:24,88                                                                                                | Laura Riedemann                                                                                         | SV Halle/Saale                                                                                          | 00:28,25 |
| 100 m Rücken             | Marek Ulrich                                                                                            | SV Halle/Saale                                                                                          | 00:54,27                                                                                                | Lisa Graf                                                                                               | SG Neukölln Berlin                                                                                      | 01:00,37 |
| 200 m Rücken             | Christian Diener                                                                                        | Potsdamer SV                                                                                            | 01:57,51                                                                                                | Lisa Graf                                                                                               | SG Neukölln Berlin                                                                                      | 02:07,63 |
| 050 m Schmetterling      | David Thomasberger                                                                                      | SV Halle/Saale                                                                                          | 00:23,81                                                                                                | Aliena Schmidtke                                                                                        | SC Magdeburg                                                                                            | 00:26,00 |
| 100 m Schmetterling      | Marius Kusch                                                                                            | SG Stadtwerke München                                                                                   | 00:51,83                                                                                                | Aliena Schmidtke                                                                                        | SC Magdeburg                                                                                            | 00:58,02 |
| 200 m Schmetterling      | David Thomasberger                                                                                      | SV Halle/Saale                                                                                          | 01:56,81                                                                                                | Franziska Hentke                                                                                        | SC Magdeburg                                                                                            | 02:06,18 |
| 200 m Lagen              | Philip Heintz                                                                                           | SV Nikar Heidelberg                                                                                     | 01:55,76                                                                                                | Maxine Wolters                                                                                          | SG Bille Hamburg                                                                                        | 02:13,57 |
| 400 m Lagen              | Jacob Heidtmann                                                                                         | ST Stadtwerke Elmshorn                                                                                  | 04:15,87                                                                                                | Julia Mrozinski                                                                                         | SGS Hamburg                                                                                             | 04:43,82 |
| 4 × 100 m Freistil       | SC Wiesbaden 1911 Schmitz, Dengler-Harles, Leidner, Wieck                                               | SC Wiesbaden 1911 Schmitz, Dengler-Harles, Leidner, Wieck                                               | 03:26,17                                                                                                | Wasserfreunde Spandau 04 Dietterle, Kroll, Gröschel, Friese                                             | Wasserfreunde Spandau 04 Dietterle, Kroll, Gröschel, Friese                                             | 03:49,23 |
| 4 × 200 m Freistil       | SSG Saar Max Ritter Fildebrandt, Berneburg, Emser, Kober                                                | SSG Saar Max Ritter Fildebrandt, Berneburg, Emser, Kober                                                | 07:29,16                                                                                                | SSG Saar Max Ritter Bruhn, Hüther, Massone, Rieder                                                      | SSG Saar Max Ritter Bruhn, Hüther, Massone, Rieder                                                      | 08:07,90 |
| 4 × 100 m Lagen          | Schwimmgemeinschaft Frankfurt Glania, Matzerath, Kruse, Schade                                          | Schwimmgemeinschaft Frankfurt Glania, Matzerath, Kruse, Schade                                          | 03:42,93                                                                                                | SG Essen van Loock, Ruhnau, Demler, Janssen                                                             | SG Essen van Loock, Ruhnau, Demler, Janssen                                                             | 04:14,06 |
| 4 × 100 m Freistil Mixed | Startgemeinschaft Dortmund Luca Nik Armbruster, Kaja Reinhardt, Alina Weber, Max Mral                   | Startgemeinschaft Dortmund Luca Nik Armbruster, Kaja Reinhardt, Alina Weber, Max Mral                   | Startgemeinschaft Dortmund Luca Nik Armbruster, Kaja Reinhardt, Alina Weber, Max Mral                   | Startgemeinschaft Dortmund Luca Nik Armbruster, Kaja Reinhardt, Alina Weber, Max Mral                   | Startgemeinschaft Dortmund Luca Nik Armbruster, Kaja Reinhardt, Alina Weber, Max Mral                   | 03:34,20 |
| 4 × 100 m Lagen Mixed    | Schwimmgemeinschaft Frankfurt Jan-Philip Glania, Lucas Matzerath, Luna Mertins, Irini-Georgia Nikoloudi | Schwimmgemeinschaft Frankfurt Jan-Philip Glania, Lucas Matzerath, Luna Mertins, Irini-Georgia Nikoloudi | Schwimmgemeinschaft Frankfurt Jan-Philip Glania, Lucas Matzerath, Luna Mertins, Irini-Georgia Nikoloudi | Schwimmgemeinschaft Frankfurt Jan-Philip Glania, Lucas Matzerath, Luna Mertins, Irini-Georgia Nikoloudi | Schwimmgemeinschaft Frankfurt Jan-Philip Glania, Lucas Matzerath, Luna Mertins, Irini-Georgia Nikoloudi | 03:57,68 |

1. 1 2 3  neuer DSV-Rekord
2. ↑  Deutscher Altersklassenrekord für 19-Jährige
3. ↑  neuer DSV-Rekord, den Philip Heintz bereits im Vorlauf auf 1:56,59 min verbesserte.

## Randnotizen
Im Rahmen der Meisterschaften wurden erfolgreiche Athleten (Paul Biedermann, Steffen Deibler und Marco di Carli) vergangener Jahre feierlich vom Leistungssport durch DSV-Präsidentin Gabi Dörries und den Cheftrainer des DSV Henning Lambertz verabschiedet.